# Postojna
|  | Aquest article tracta sobre la ciutat eslovena. Si cerqueu el cràter de l'asteroide (243) Ida, vegeu «Postojna (cràter)». |

Postojna (també coneguda com a Adelsberg en alemany; en italià com a Postumia) és una ciutat de la província de Carniola, al sud-oest d'Eslovènia. Té una població de 15.800 habitants (2013) [1] i és a 32 quilòmetres de Trieste i 50 de la capital, Ljubljana).

## Geografia
La ciutat de Postojna es troba al mig entre la capital d'Eslovènia, Ljubljana, i la ciutat italiana de Trieste al llarga de l'Autopista A1, i al centre de la regió històrica de la Carniola interior de la qual és el seu centre de població més nombrós. Alhora és en ple Carso i propera a les cobves del mateix nom i del Castell de Predjama, que són le sporincipals atraccions turístiques d'Eslovènia.
Postojna és a una altitud de 500 metres i està envoltada per un cercle muntanyós: el Veliki Javornik/Pomario,de 1268 m, que la separa a l'est del llac de Circonio; il Petričev, 928 m, il Sv. Lovrenc, 1019 m i Hruščica/Cruscizza, que la separa del nord l'imponent Monte Re (Pleša), 1262 m.

## Història
Segons sembla l'àrea geogràfica de Postojna ha estat habitada des dels temps del Paleolític seguint troballes d'una cova siruada al refugi muntanyós que hi ha prop de la ciutat (refugi muntanyós de Betal, en eslovè Betalov spodmol). Les primeres referències escrites datarien dels segles XIV-XV. Durant molts segles va pertànyer al Ducat de Carniola dins l'Imperi austrohongarès. El seu període d'esplendor començà amb l'arribada del ferrocarril que enllaçava Viena amb Ljubljana i Trieste, amb la qual cosa Postojna es convertí en un centre turístic. Amb la fi de la I Guerra Mundial i la conseqüent dissolució de l'Imperi Austrohongarès, Pistojna es va incorporar al Regne d'Itàlia, com tota la resta de la península d'Ístria, amb el nom de Postumia. Durant els anys de pertinença a Itàlia, Postumia va formar part de la província de Trieste i era a la vora de la frontera amb el Regne dels Serbis, Croates i Eslovens. El 1947 i d'acord amb el Tractat de París d'aquell any, Postumia va passar a formar part de Iugoslàvia i el 1991, amb la independència d'Eslovènia, d'aquest país.

## Atraccions turístiques

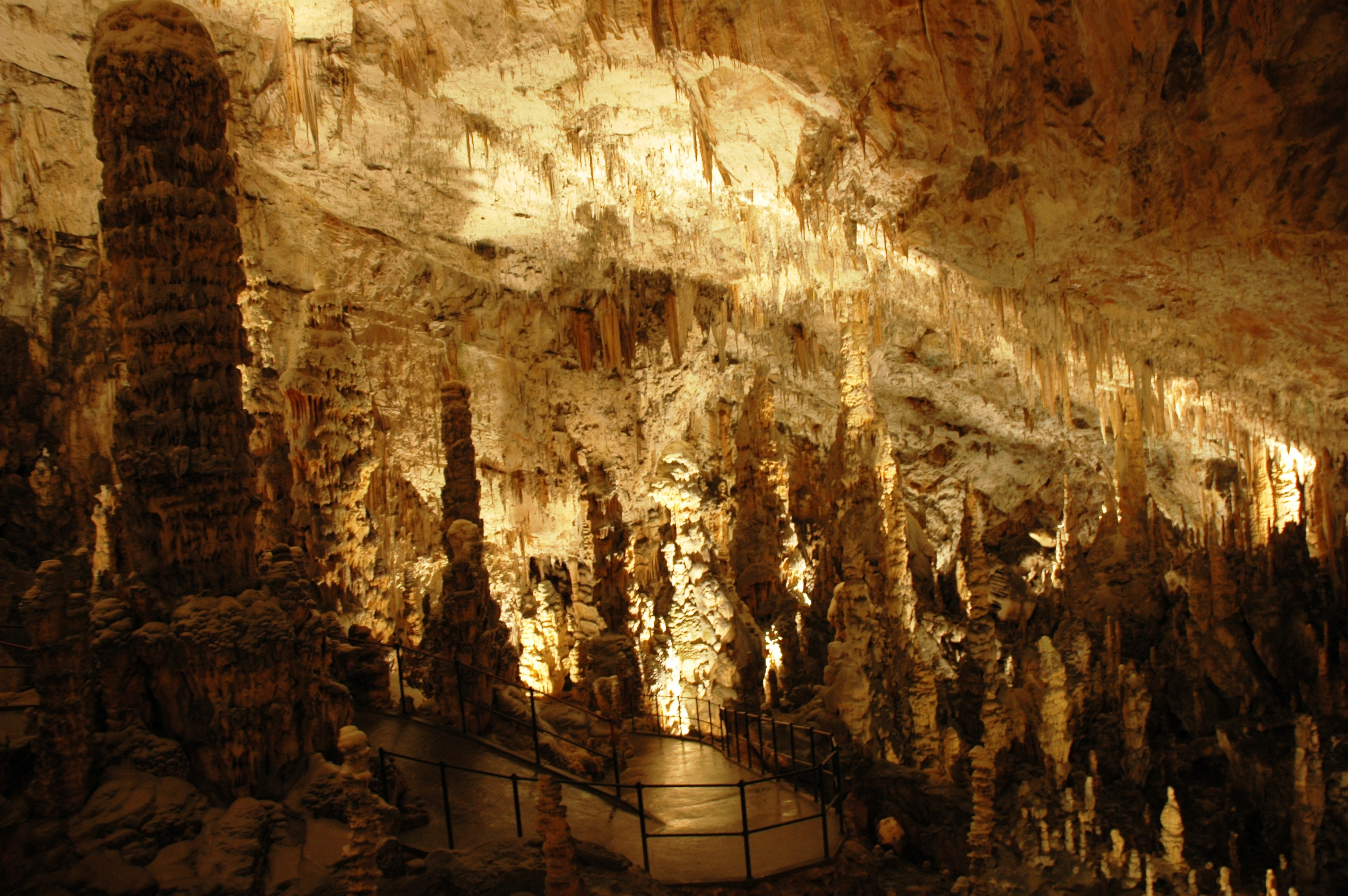
Detall de les coves de Postojna

### Les Coves

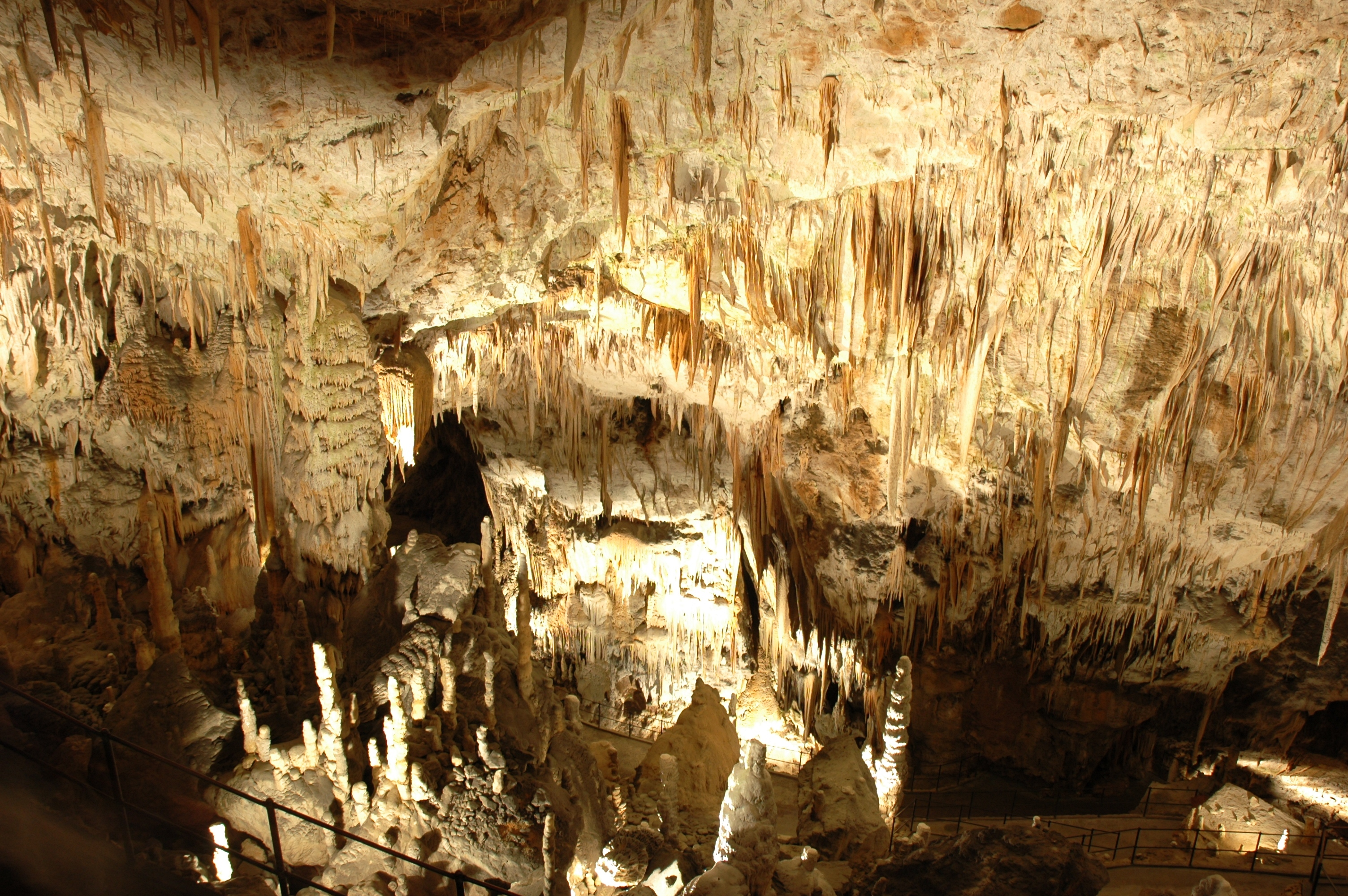
Vista superior d'una galeria

Prop de la ciutat hi ha una gran atracció turística: unes coves de 20 km anomenades Postojnska jama. Les signatures dels visitants demostren que la cova es coneixia fins i tot al segle xiii.
La cova ja fou descoberta al segle xvii per Janez Vajkard Valvasor. El primer mapa (incomplet) de la cova va ser publicat pel matemàtic vienès J. N. Nagel el 1748. El 1818, fou descoberta una nova àrea per Luka Cec.
Des del 1819 es guarda el registre de visitants, per la qual cosa se sap que l'han visitat més de 30 milions de persones.
Va ser una de les primeres coves d'obertura al públic mitjançant el pagament d'una entrada (1824) i amb un servei de guia (1825).
L'any 1872 hi arribà l'enllumenat elèctric, cosa que provocà una expansió de la popularitat de les coves. Aquest mateix any s'inicien les excursions en carretes premudes pels mateixos guies. El ferrocarril amb les seves locomotores amb motors de benzina començaven a funcionar el 1914.
Un dels elements que fan tan atractives aquestes coves als visitants són les formacions d'estalagmites i estalactites resultants de dipòsits de carbonat de calci. El seu ritme de creixement és tan lent (un mil·límetre cada cent anys) que és gairebé imperceptible. Hi ha zones que arriben als 2 milions d'anys d'antiguitat. El creixement depèn del constant goteig d'aigua saturada de carbonats. La calcita (carbonat de calci) dipositada varia el seu color depenent de les substàncies dissoltes en les aigües subterrànies que gotegen. Poden ser blanc pur, marronós vermell o gris.
Les espècies úniques a la cova inclouen el Proteus anguinus, anomenat "peix humà" (degut al color de la seva pell); Leptodirus hohenwarti, un escarabat; i una Respècie de salamandra.

## Població

### Repartiment lingüístic
| %      | Repartiment linüístic (principals minories) Fonte: Cens eslovè, 2002 Arxivat 2020-02-27 a Wayback Machine. |
| ------ | --- |
| 79,86% | llengua materna eslovena                                                                                   |
| 5,61%  | llengua materna serbo-croata                                                                               |
| 4,32%  | llengua materna sèrbia                                                                                     |
| 0,16%  | llengua materna italià                                                                                     |
| 3,54%  | llengua materna croata                                                                                     |
| 3,69%  | llengua materna bosniaca                                                                                   |

D'acord amb aquestes dades, el 80% dels habitants són eslovenoparlants mentre que un 17% restant provenen de les repúbliques de l'antiga Iugoslàvia. Curiosament cent anys abans, segons el darrer cens fet per l'Imperi Austrohongarès, el 1910 el 98'7% de la població d'aleshores era de llengua eslovena.

## Personatges il·lustres
- Borut Pahor.